# Lista över svenska segernamn
I den svenska försvarsmakten uttrycks segernamn som att fanan innehåller "namn på fältslag vilka haft betydelse för Sveriges rike och dess historiska utveckling".
Nedan följer en lista på svenska förband som bär segernamn.

## Aktiva arméförband i Försvarsmakten

### Livgardet(LG)
- Befrielsekriget 1521 *
- Rhen 1631 *
- Lützen 1632
- Oldendorf 1633 **
- Wittstock 1636 **
- Leipzig 1642 **
- Warschau 1656
- Fredriksodde 1657 **
- Tåget över Bält 1658
- Halmstad 1676 *
- ♔** Lund 1676
- Landskrona 1677
- Narva 1700 *
- Düna 1701
- Kliszów 1702
- Pultusk 1703 **
- ♔* Holowczyn 1708
- Helsingborg 1710 **
- Svensksund 1790

♔ = Kungen var personligen befälhavare över förbandet under slaget. Stjärna markerar vilket förband.
*= Segernamn från f.d. Svea livgarde (I 1).
**= Segernamn från f.d. Livgardets dragoner (K 1).
Ingen stjärna betecknar att båda traditionsförbanden innehar segernamnen.

### Norrbottens regemente(I 19)
- Landskrona 1677
- Düna 1701
- Kliszów 1702
- Fraustadt 1706
- Malatitze 1708
- Strömstad 1717

#### Arméns jägarbataljon(AJB)
- Nowodwor 1655

### Livregementets husarer(K 3)
- Lützen 1632
- Wittstock 1636
- Leipzig 1642
- Warszawa 1656
- Fredriksodde 1657
- Tåget över Bält 1658
- Halmstad 1676
- ♔ Lund 1676
- Landskrona 1677
- Düna 1701
- Kliszów 1702
- Holowczyn 1708
- Helsingborg 1710

### Skaraborgs regemente(P 4)
- Varberg 1565
- Breitenfeld 1631
- Lützen 1632
- Warszawa 1656
- Lund 1676
- Landskrona 1677
- Narva 1700
- Malatitze 1708

### Södra skånska regementet(P 7)
Inga segernamn.

### Artilleriregementet(A 9)
- Breitenfeld 1631
- Lech 1632
- Lützen 1632
- Jankowitz 1645
- Tåget över Bält 1658
- Helsingborg 1710
- Gadebusch 1712
- Svensksund 1790
- Leipzig 1813
- Grossbeeren 1813
- Dennewitz 1813

### Luftvärnsregementet(Lv 6)
Inga segernamn.

### Göta ingenjörregemente(Ing 2)
- Varberg 1565
- Narva 1581
- Breitenfeld 1631
- Lützen 1632
- Wittstock 1636
- Warszawa 1656
- Tåget över Bält 1658
- Landskrona 1677
- Kliszów 1702
- Warszawa 1705
- Fraustadt 1706
- Holowczyn 1708
- Malatitze 1708
- Helsingborg 1710
- Valkeala 1790
- Svensksund 1790

### Ledningsregementet(LedR)
Inga segernamn.

### Göta trängregemente(T2)
Inga segernamn.

### Markstridsskolan(MSS)
Inga segernamn.

## Äldre infanteriförband
♔ = Kungen var personligen befälhavare över förbandet under slaget.

### Svea livgarde(I 1)
- Befrielsekriget 1521
- Rhen 1631
- Lützen 1632
- Warszawa 1656
- Tåget över Bält 1658
- Halmstad 1676
- Lund 1676
- Landskrona 1677
- Narva 1700
- Düna 1701
- Kliszów 1702
- ♔ Holowczyn 1708
- Svensksund 1790

### Göta livgarde(I 2)
- Svensksund 1790

### Livregementets grenadjärer(I 3)
- Lützen 1632
- Oldendorf 1633
- Wittstock 1636
- Leipzig 1642
- Warszawa 1656
- Fredriksodde 1657
- Tåget över Bält 1658
- ♔ Lund 1676
- Landskrona 1677
- Narva 1700
- Düna 1701
- Kliszów 1702
- Fraustadt 1706
- Holowczyn 1708
- Malatitze 1708
- Helsingborg 1710
- Gadebusch 1712
- Svensksund 1790

### Första livgrenadjärregementet(I 4)
- Lützen 1632
- Leipzig 1642
- Helsingborg 1710
- Gadebusch 1712
- Valkeala 1790

### Livgrenadjärregementet(I 4), 1928-1997
- Varberg 1565
- Breitenfeld 1631
- Lützen 1632
- Wittstock 1636
- Breitenfeld 1642
- Warszawa 1656
- Fredriksodde 1657
- Tåget över Bält 1658
- Lund 1676
- Rügen 1678
- Kliszów 1702
- Rakowitz 1705
- Holowczyn 1708
- Malatitze 1708
- ♔ Rajovka 1708
- Helsingborg 1710
- Gadebusch 1712
- Valkeala 1790
- Svensksund 1790

### Andra livgrenadjärregementet(I 5)
- Breitenfeld 1631
- Lützen 1632
- Kliszów 1702
- Warszawa 1705
- Malatitze 1708

### Västgöta regemente(I 6)
- Skara 1611
- Skillingehed 1612
- Dirschau 1627
- ♔ Stuhm 1629
- ♔ Burgstall 1631
- Breitenfeld 1631
- Lützen 1632
- ♔ Lund 1676

### Smålands grenadjärkår/Karlskrona grenadjärregemente(I 7)
- Breitenfeld 1631
- Lützen 1632
- Kliszów 1702
- Warszawa 1705
- Holowczyn 1708

### Upplands regemente(I 8)
- Varberg 1565
- Narva 1581
- Lützen 1632
- Warszawa 1656
- Fredriksodde 1657
- Tåget över Bält 1658
- Rügen 1678
- Düna 1701
- Kliszów 1702
- Holowczyn 1708
- Helsingborg 1710
- Svensksund 1790

### Skaraborgs regemente(I 9)
- Varberg 1565
- Breitenfeld 1631
- Lützen 1632
- Warszawa 1656
- Lund 1676
- Landskrona 1677
- Narva 1700
- Malatitze 1708

### Södermanlands regemente(I 10)
- Warszawa 1656
- Fredriksodde 1657
- Tåget över Bält 1658
- Fraustadt 1706
- Helsingborg 1710
- Gadebusch 1712
- Stäket 1719

### Kronobergs regemente(I 11)
- Breitenfeld 1631
- Lützen 1632
- Wittstock 1636
- Landskrona 1677
- Kliszów 1702
- Warszawa 1705
- Fraustadt 1706
- Holowczyn 1708
- Helsingborg 1710
- Valkeala 1790

### Jönköpings regemente(I 12)
- Lützen 1632
- Wittstock 1636
- Malatitze 1708
- Helsingborg 1710

### Dalregementet(I 13)
- Lützen 1632
- Leipzig 1642
- Lund 1676
- Landskrona 1677
- Narva 1700
- Düna 1701
- Kliszów 1702
- Holowczyn 1708
- Malatitze 1708
- Gadebusch 1712

### Hälsinge regemente(I 14)
- Novgorod 1611
- Warszawa 1656
- Fredriksodde 1657
- Tåget över Bält 1658
- Lund 1676
- Landskrona 1677
- Narva 1700
- Düna 1701
- Jakobstadt 1704
- Gemäuerthof 1705
- Malatitze 1708
- Gadebusch 1712

### Älvsborgs regemente(I 15)
- Varberg 1565
- Lützen 1632
- Jankowitz 1645
- Helsingborg 1710
- Gadebusch 1712
- Nya Älvsborg 1719

### Västgöta-Dals regemente/Hallands regemente(I 16)
- Lützen 1632
- Leipzig 1642
- Lund 1676
- Gadebusch 1712

### Bohusläns regemente(I 17)
- Lund 1676
- Landskrona 1677
- Helsingborg 1710
- Gadebusch 1712
- Svensksund 1790

### Västmanlands regemente(I 18)
- Narva 1700
- Düna 1701
- Kliszów 1702
- Fraustadt 1706
- Helsingborg 1710
- Gadebusch 1712
- Valkeala 1790

### Norrbottens regemente(I 19)
- Landskrona 1677
- Düna 1701
- Kliszów 1702
- Fraustadt 1706
- Malatitze 1708
- Strömstad 1717

### Västerbottens regemente(I 20)
- Landskrona 1677
- Düna 1701
- Kliszów 1702
- Fraustadt 1706
- Malatitze 1708
- Strömstad 1717

### Kalmar regemente(I 20 / I 21)
- Varberg 1565
- Narva 1581
- Warszawa 1656
- Tåget över Bält 1658
- Kliszów 1702
- Helsingborg 1710
- Svensksund 1790

### Närkes regemente(I 21)
- Fredriksodde 1657
- Tåget över Bält 1658
- Lund 1676
- Landskrona 1677
- Narva 1700
- Düna 1701
- Kliszów 1702
- Fraustadt 1706
- Malatitze 1708
- Gadebusch 1712

### Värmlands regemente(I 22 / I 2)
- Fredriksodde 1657
- Tåget över Bält 1658
- Lund 1676
- Landskrona 1677
- Narva 1700
- Düna 1701
- Kliszów 1702
- Fraustadt 1706
- Malatitze 1708
- Gadebusch 1712

### Jämtlands fältjägarregemente(I 23 / I 5)
- Nowodwor 1655

### Norra skånska infanteriregementet(I 24 / I 6)
Inga segernamn.

### Södra skånska infanteriregementet(I 25 / I 7)
Inga segernamn.

### Värmlands fältjägarkår(I 26)
Inga segernamn.

### Gotlands infanteriregemente(I 27 / I 18)
Inga segernamn.

### Hallands bataljon(I 28)
Inga segernamn.

### Västernorrlands regemente(I 28 / I 21)
Inga segernamn.

### Blekinge bataljon(I 30)
Inga segernamn.

## Äldre kavalleriförband
♔ = Kungen var personligen befälhavare över förbandet under slaget.

### Livgardet till häst(K 1)
- Svensksund 1790

### Livregementets dragoner(K 2)
- Lützen 1632 *
- Oldendorf 1633
- Wittstock 1636
- Leipzig 1642
- Warszawa 1656
- Fredriksodde 1657
- Tåget över Bält 1658
- Halmstad 1676
- ♔ Lund 1676 *
- Landskrona 1677
- Düna 1701
- Kliszów 1702 *
- Holowczyn 1708 *
- Helsingborg 1710

*= Var med på Livregementets dragoners livstandar m/1810. Övriga segernamn är från det tidigare Livregementet till häst.

### Livregementets husarer(K 3)
- Lützen 1632
- Wittstock 1636
- Leipzig 1642
- Warszawa 1656
- Fredriksodde 1657
- Tåget över Bält 1658
- Halmstad 1676
- ♔ Lund 1676
- Landskrona 1677
- Düna 1701
- Kliszów 1702
- Holowczyn 1708
- Helsingborg 1710

### Smålands husarregemente(K 4)
- Wallhof 1626
- Werben 1631
- Breitenfeld 1631
- Lützen 1632
- Golomb 1656
- Warszawa 1656
- Fredriksodde 1657
- Tåget över Bält 1658
- Lund 1676
- Landskrona 1677
- Kliszów 1702
- Pultusk 1703
- Warszawa 1705
- Holowczyn 1708
- Helsingborg 1710
- Svensksund 1790

### Skånska husarregementet(K 5)
- Landskrona 1677
- Pultusk 1703
- Posen 1704
- Fraustadt 1706

### Skånska dragonregementet(K 6)
- Kliszów 1702
- Punitz 1704

### Kronprinsens husarregemente(K 7)
- Bornhöft 1813

### Norrlands dragonregemente(K 8)
- Nowodwor 1655